# Nelo Vingada
Eduardo Manuel Martinho Vingada OIH (Serpa, 30 de Março de 1953) é um treinador de futebol português.

## Carreira

### Inicio
Seus primeiros passos como treinador de futebol profissional, foram em primeiro lugar no Belenenses e, na Académica de Coimbra na temporada 1982-1983, quando ele era gerente adjunto de Mário Wilson na Académica. Sintrense e o Vilafranquense foram as suas equipas a seguir como um gerente. 

### Selecção de base
Na temporada 1986-87 Vingada foi apontado como um gerente assistente de Portugal Sub-20, juntamente com Carlos Queiroz. Ele foi o treinador-adjunto para a Seleção Português no Campeonato Mundial da Juventude de 1989, em Riade, tendo sido feito Oficial da Ordem do Infante D. Henrique a 22 de Março desse ano, e 1991, em Lisboa, com Carlos Queiroz como treinador principal, ambos ganhos por Portugal. 
Vingada foi apontado como um treinador de Portugal Sub-20 e sua equipe participaram em 1995 do Campeonato Mundial da Juventude. Neste torneio, Portugal Sub-20 terminou em terceiro lugar 
Portugal equipe olímpica de futebol sob a sua gestão participada, em 1996, Atlanta Jogos Olímpicos de Verão e depois de uma vitória sobre a Tunísia (2-0) e 1-1 empates contra Argentina e Estados Unidos, que terminou em segundo lugar no Grupo A com os mesmos pontos e a meta diferença que o primeiro colocado argentinos (mas com menos gols marcados). Em seguida, nas quartas de finais, uma vitória sobre a França (2-1) após o tempo extra-lhes garantiu um lugar nas meias-finais. Mais uma vez eles jogaram contra a Argentina, mas desta vez os sul-americanos ganharam 2-0. Para a disputa da medalha de bronze, que enfrentaram um Brasil forte e cheia de estrelas mundiais, como Bebeto, Roberto Carlos, Ronaldo, Rivaldo, entre outros. Portugal foi fortemente derrotado por 5-0. Esta participação continua a este dia como o seu melhor sempre terminando com o quarto lugar. 

### Arabia Saudita
Na temporada 1996-97, Vingada tornou-se o gerente da equipe nacional da Arábia Saudita, vencendo a Copa da Ásia em 1996, e a classificação para a Copa do Mundo de 1998, antes de ser demitido de sua posição antes da Copa do Mundo. 
Nas temporadas 1997-98 e 1998-99, Vingada trabalhou como assistente de direcção para o clube português Benfica, juntamente com Graeme Souness como treinador principal. 
Entre 1999 e 2003, Vingada era treinador do Marítimo, uma equipa da Madeira, e ajudou a equipe a ficar na Liga Português e qualificar uma vez para a taça Português final. 
Em 2003, o português Nova Real Madrid técnico Carlos Queiroz proposta Vingada como assistente técnico em 27 de Junho. Mas a proposição de Carlos Queiroz não foi aceito [1]. 
Na temporada 2003-04 Vingada se tornou gerente do clube egípcio El Zamalek. Ele ajudou o time a conquistar a Premier League egípcia, a Arábia Saudita e o Egito Super Cup, e o Banco Africano Super Cup contra Wydad Casablanca, tudo em uma temporada. Mais tarde ele foi demitido de sua posição no clube devido a divergências da diretoria do clube com suas políticas de gestão controversa e seus conflitos contínuos com os melhores jogadores do clube egípcio. 
Em 2004-05 temporada, ele se tornou gerente do Académica de Coimbra. 
Em 2005 ele se tornou o primeiro treinador da equipa nacional U-23 de futebol egípcio. A equipe não conseguiu chegar aos Jogos Olímpicos que se realizam em Pequim, em 2008, que foi o principal alvo de sua assinatura. Embora a Associação de Futebol egípcia queria Vingada para continuar treinando a equipe, ele decidiu renunciar ao seu cargo. 
No verão de 2007, Vingada assinou pelo clube marroquino Wydad Casablanca. Apenas seis semanas após ele ter assumido o novo cargo, ele surpreendentemente se demitiu do cargo. A principal razão foi que ele tinha sido abordado pela Associação de Futebol da Jordânia para substituir o recém-demitido Mahmoud El-Gohary. Vingada aceitou a oferta para treinar o time de futebol nacional e Jordânia assinaram um contrato de 16 meses com a Jordânia Football Association. Vingada mais tarde assumiu a missão de preparar a equipe da Jordânia para o Mundial FIFA 2010 Campeonato de qualificação. [2] Depois de não conseguir passar a primeira rodada das eliminatórias, Vingada decidiu renunciar ao seu cargo. 
Em 9 de fevereiro de 2009, Vingada foi oficialmente nomeado como o primeiro treinador de futebol iraniana Persepolis lado [3]. 
Em 17 de junho de 2009, logo após 5 dias de assinar com o Al-Ahly, ele renunciou ao cargo devido a problemas familiares [4]. 
Em 24 de junho de 2009, ele foi nomeado como treinador Vitória SC em sua terra natal, Portugal [5] e em 7 de Outubro de 2009, o ônibus parou Vitória de Guimarães, depois de quatro meses devido a maus resultados [6], a substituição não foi nomeado ainda [7]. 
[Editar] FC período de Seul (2010) Em 14 de dezembro de 2009, é nomeado director do FC Seul, da Coreia do Sul. 5 de dezembro de 2010, depois de vencer um jogo para 2-1, ele se tornou o campeão da Coreia do Sul, foi a primeira vez em dez anos para o FC Seul. Vingada ganhou K-League Cup, K-League com o FC Seoul. [8] [9] [10] Seu registro K-League foi de 20 vitórias, 2 empates, 6 derrotas na temporada 2010. Sua vitória% 71% é o registro mais alto% da vitória no K-League 13 de dezembro de 2010, o FC Seoul oferecido uma extensão de contrato de um ano, mas o FC Seoul e Vingada não concordar com as condições salariais. Então Vingada voltou a Portugal [11]. 
Em Junho de 2009 foi anunciado como treinador do Al-Ahly, para ocupar a vaga deixada por Manuel José de Jesus, no entanto poucos dias depois deixou o cargo alegando motivos familiares, sem qualquer jogo realizado.
No final do mês assinou pelo Vitória Sport Clube por uma época, para colmatar a saída de Manuel Cajuda, tendo permanecido no cargo só até Outubro de 2009, por resultados menos conseguidos.